# Jachthuis van Bosvoorde

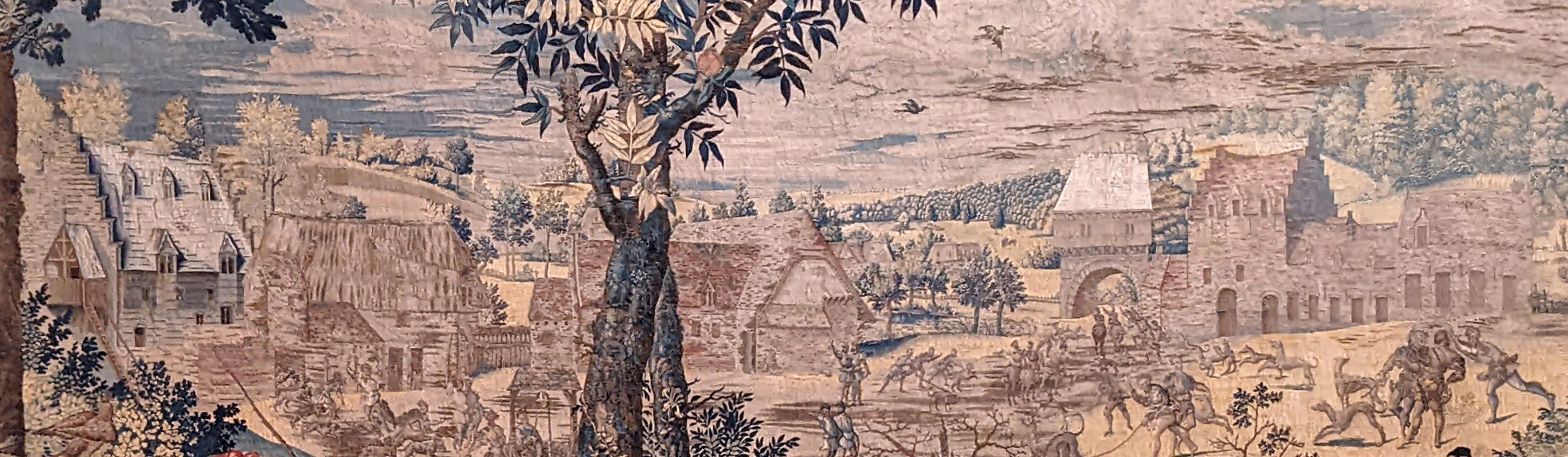
Het jachtslot op het apriltapijt van de Jachten van Maximiliaan (Bernard van Orley, 1531)

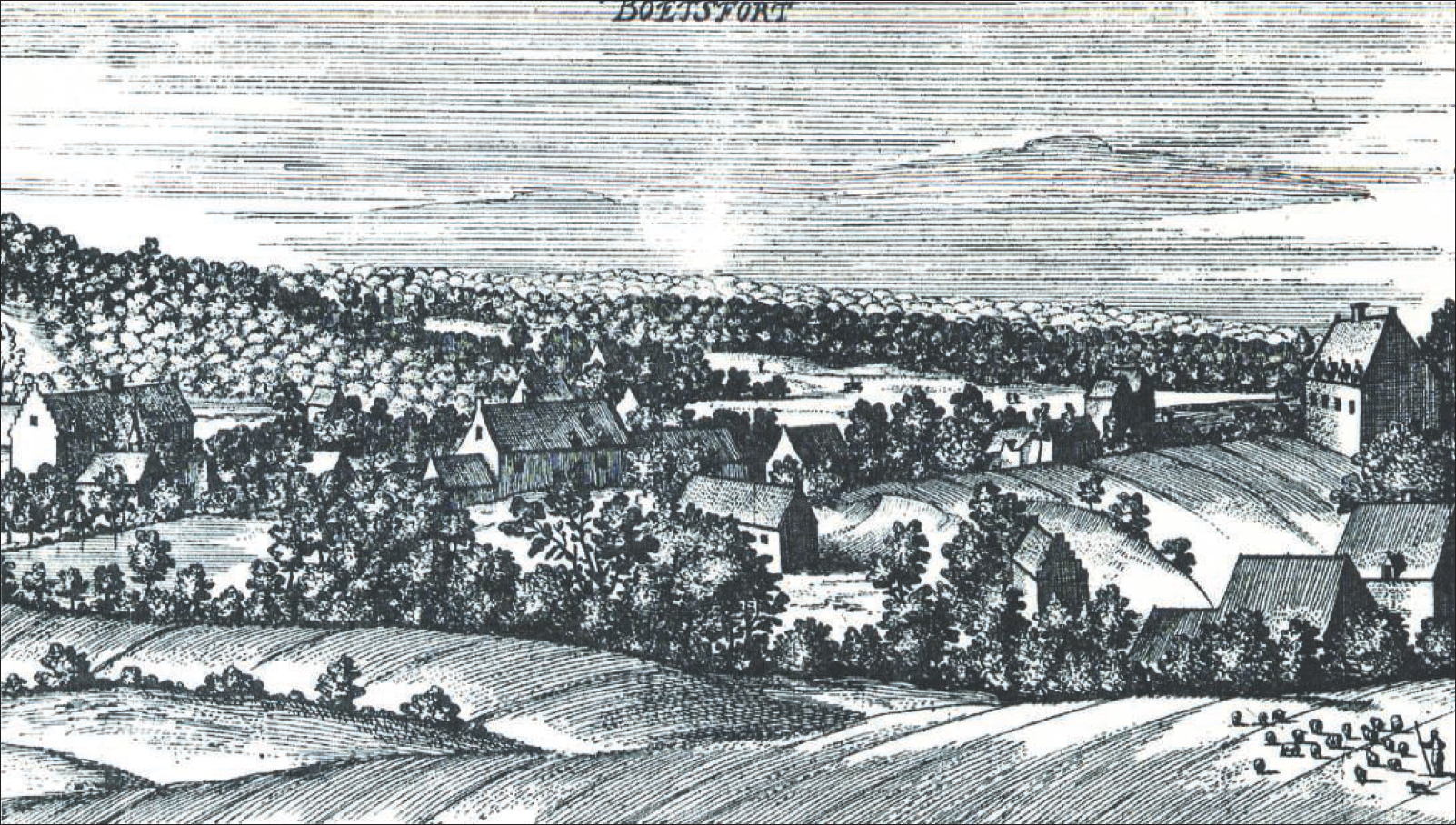
Boetsfort in de Chorographia Sacra Brabantiae (1659)

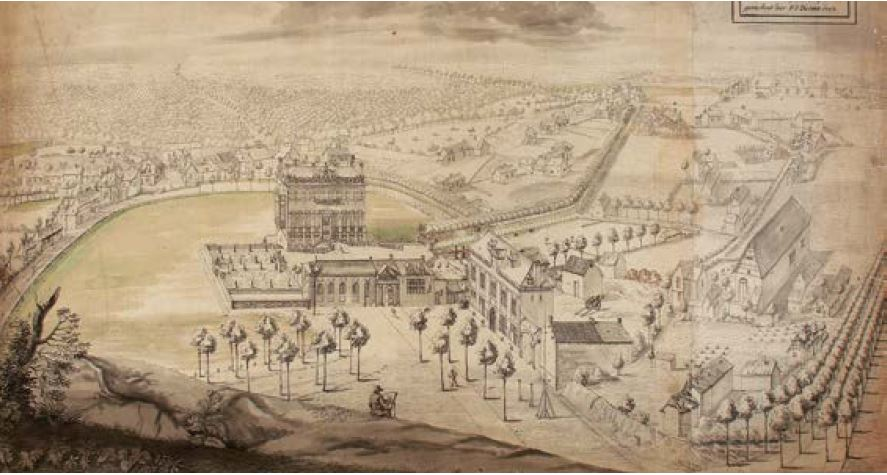
Het herbouwde casteel op een tekening van Ferdinand-Joseph Derons (1752)

Het voormalige jachthuis van Bosvoorde was een complex met diverse faciliteiten voor jachtpartijen in het Zoniënwoud, op de plek waar nu het Wienerplein ligt. Het Hoge Huis is een bewaard onderdeel ervan.
Het jachtslot verschijnt in 1270 in de bronnen wanneer een Domus venatorum apud Boutsfort wordt ingedeeld bij de bruidsschat van Margaretha van Frankrijk, de aanstaande van hertog Jan I van Brabant. Niet toevallig is dit ook de oudste vermelding van de naam Bosvoorde, want het jachthuis lag aan de oorsprong van het gehucht. Omstreeks 1282 werd er een Sint-Hubertuskapel gebouwd. Begin veertiende eeuw waren er kennels, paardenstallen, een valkerij, een woning voor de opperjachtmeester, een jagersverblijf en een kleine hoeve. Er was zelfs een vijver met een watermolen om voldoende brood te hebben voor het honderdtal jachthonden. Hertog Anton gebruikte het regelmatig, net als zijn opvolger Jan IV. De bloei in de loop van de vijftiende eeuw kwam ten einde onder Maximiliaan van Oostenrijk, die de voorkeur gaf aan andere jachtterreinen. 
Onder Keizer Karel V kende het jachthuis een heropleving. Hij vestigde er in 1518 het Consistorie van de Hoorn, maar vooral na 1543 bruiste het jachthuis dankzij de inspanningen van Maria van Hongarije (die haar ongebruikelijke benoeming tot opperjachtmeester zeer ter harte nam). Aan het einde van de zestiende eeuw trad opnieuw verwaarlozing in. De aartshertogen Albrecht en Isabella maakten de jachtverblijven met een grote restauratie- en uitbreidingscampagne terug operationeel. Het werd zelfs een soort opleidingscentrum in de jagerssport. In 1604 ondernam een Hollandse cavalerie-eenheid een poging om Bosvoorde te plunderen, maar dit mislukte. Tegen het einde van de zeventiende eeuw was het kasteel weer in verval. In 1776 liet Karel van Lorreinen het afbreken. Het dorp Bosvoorde groeide er overheen.